# Weißenberg
Pour les articles homonymes, voir Weissenberg.
Weißenberg (en sorabe Wóspork) est une ville de Saxe (Allemagne), située dans l'arrondissement de Bautzen, dans le district de Dresde.

## Arrangement de la ville[pasclair]
| - Belgern (Běła Hora) - Cortnitz (Chortnica) - Drehsa (Droždźij) - Gröditz (Hrodźišćo) - Grube (Jama) - Kotitz (Kotecy) - Lauske (Łusk) - Maltitz (Malećicy) | - Nechern (Njechorń) - Nostiz (Nosaćicy) - Särka (Žarki) - Spittel (Špikały) - Weicha (Wichowy) - Weißenberg (Wóspork) - Wuischke (Wuježk) - Wurschen (Worcyn) |

## Les centres de santé et la répartition des services de santé
| Internal Medicine                                                                      | Psychiatrie                                       | ER                                                                                     | Département de la santé         | WHO                              |
| -------------------------------------------------------------------------------------- | ------------------------------------------------- | -------------------------------------------------------------------------------------- | ------------------------------- | -------------------------------- |
| Hôpital du district de Bautzen Hôpital du district de Zittau/Ebersbach Hôpital Görlitz | Hôpital saxons et Institut d'État Großschweidnitz | Hôpital du district de Bautzen Hôpital du district de Zittau/Ebersbach Hôpital Görlitz | Département de la santé Bautzen | World Health Organization Suisse |

## Personnalités liées à la ville
- Adam Gottlob Schirach (1724-1773), agronome né à Nostitz
- Eberhard zu Solms-Sonnenwalde (1825-1912), ambassadeur né à Weißenberg.
- Jürgen W. Schmidt (1958-), historien né à Weißenberg.